# The Greatest Princess
『The Greatest Princess』（ザ・グレイテスト・プリンセス）は、1996年2月1日にリリースされたプリンセス プリンセスのベストアルバム。

## 解説
- バンド解散が決定してからリリースされた初のベストアルバム、選曲は主にスタッフが行い、メンバーは関わっていない。
- 初回限定盤には、通常盤の透明ケースと異なり、トレイ部分がホワイトとジャケットがダブル加工の特殊ケース仕様となっている。

## 収録曲
1. 19 GROWING UP -ode to my buddy- [4:17]
作詞：富田京子　作曲：奥居香
  - 4thシングル。
  - アルバム『HERE WE ARE』収録。
2. GO AWAY BOY [4:12]
作詞・作曲：中山加奈子
  - 5thシングル。
  - アルバム『HERE WE ARE』収録。
3. GET CRAZY! [4:36]
作詞：中山加奈子　作曲：奥居香
  - 6thシングル。
  - アルバム『LET'S GET CRAZY』収録。
4. M [4:34]
作詞：富田京子　作曲：奥居香　編曲：PRINCESS PRINCESS
  - 7thシングル「Diamonds (ダイアモンド)」C/W曲。
  - アルバム『LET'S GET CRAZY』収録。
5. Diamonds（ダイアモンド） [4:59]
作詞：中山加奈子　作曲：奥居香　編曲:PRINCESS PRINCESS
  - 7thシングル。
6. 世界でいちばん熱い夏（平成レコーディング） [4:12]
作詞：富田京子　作曲:奥居香
  - 2nd、8thシングル。
7. 友達のまま [5:02]
作詞：富田京子、作曲：奥居香
  - アルバム『LOVERS』収録。
8. パレードしようよ [3:28]
作詞：富田京子、作曲：奥居香
  - アルバム『LOVERS』収録。
9. OH YEAH! [4:09]
作詞：中山加奈子　作曲：奥居香　編曲：プリンセス プリンセス
  - 9thシングル。
10. ジュリアン [5:09]
作詞：中山加奈子　作曲：奥居香
  - 10thシングル。
  - アルバム『PRINCESS PRINCESS』収録。
11. ROCK ME [4:07]
作詞・作曲：奥居香
  - アルバム『PRINCESS PRINCESS』収録。
12. HIGHWAY STAR [4:52]
作詞：渡辺敦子、作曲：渡辺敦子・奥居香
  - アルバム『PRINCESS PRINCESS』収録。
13. KISS [4:30]
作詞：富田京子、中山加奈子　作曲：奥居香　編曲：プリンセス・プリンセス
  - 11thシングル。
14. SEVEN YEARS AFTER [4:43]
作詞：富田京子、作曲：奥居香
  - 12thシングル。
  - アルバム『DOLLS IN ACTION』収録。
15. パイロットになりたくて [4:23]
作詞：中山加奈子　作曲：今野登茂子
  - 14thシングル。
16. GUITAR MAN [4:53]
作詞・作曲：奥居香
  - アルバム『BEE-BEEP』収録。
17. Fly Baby Fly [3:47]
作詞：富田京子　作曲：奥居香
  - 20thシングル。
  - アルバム『The Last Princess』収録